# Mecánica nacional
Mecánica nacionalés una pel·lícula mexicana filmada al maig de 1972 que les seves locaciones van estar situades prop de la carretera lliure a Cuernavaca i dirigida per Luis Alcoriza. Estrenada a Ciutat de Mèxic el 28 de desembre de 1972.

## Sinopsi
L'amo d'un taller mecànic aficionat a les carreres d'actuacions (Manolo Fábregas) presenciarà una d'aquestes acompanyat de la seva família i amics. Enmig dels excessos, l'algaravia i la festa fora de control, la seva esposa (Lucha Villa) l'enganya, la seva filla (Alma Muriel) té relacions sexuals amb el xicot, i la seva mare, àvia de la família (Sara Garcia), mor d'una congestió estomacal.
En 1972, es va fer una seqüela en format de sèrie per a televisió protagonitzada per David Reynoso i Lucha Villa. Va tenir pocs capítols. Es va titular Telemecánica nacional. Completaven el reparto Nubia Martí i Jorge Ortiz de Pinedo. El primer capítol mostrava l'arribada de la família amb el cadàver de l'àvia: com l'havien portat asseguda al cotxe, el seu cos estava rígid en aquesta posició i no podien redreçar-la, per la qual cosa van fer tota classe de coses per a poder introduir-ho en el taüt.

## Repartiment
- Manolo Fábregas — Eufemio
- Lucha Villa — Chabela
- Héctor Suárez — Gregorio
- Sara García — Doña Lolita
- Pancho Córdova — "Güero"
- Fabiola Falcon — Laila "La Cuerpo"
- Gloria Marín — Dora
- Fernando Casanova — Rogelio
- Alma Muriel — Charito
- Alejandro Ciangherotti — Lalo
- Fabián Aranza — El Apache"
- Pili Bayona — Noia rossa de blanc
- Carlos Piñar — Noi ris de blanc
- Maritza Olivares — Paulina
- Eduardo López Rojas — Don Chava
- Federico Curiel — Nando
- Sergio Calderón — "El Manchas"
- Alejandra Mora — Secretaria Alejandra
- Elsa Cardiel — Secretaria
- Luis Manuel Pelayo — Directo de TV
- Patricio Castillo — "El Sábanas"
- Paco Ignacio Taibo — Ceferino
- Aurora Clavel — Mujer del "Sábanas"
- Margarita Villegas — Mujer de don Chava
- Yolanda Ponce — Mujer del "Manchas"
- Amira Cruzat — Mujer de Nando
- Carlos León — Marcos, amic del "Norteño"
- Ramiro Orci — Hielero
- Rodolfo Sánchez
- Víctor Alcocer — Gorilón
- Valerie Reid — Gringa
- Anna Roth — Gringa
- Nicolás Jasso — "El Conejos"
- Maya Romero — Hippie
- Helen Grant — Motorista rossa
- Abel Woolrich — Motociclista
- Jorge Victoria — Motociclista
- Fernando Allende — Home jove en grup
- César Bono — Home jove en grup
- Rosalba Brambila — Noia jove en grup
- Lucy Tovar — Noia jove en grup
- Maribel Fernández — Noia jove en grup
- Carlos Nieto — Home en multitud
- Betty Meléndez — Asturiana
- Federico González — Home en multitud

## Comentaris
La pel·lícula es va estrenar a Ciutat de Mèxic un any i mig després d'haver estat filmada. Aquest film ocupa el lloc 74 dins de la llista de les 100 millors pel·lícules del cinema mexicà, segons l'opinió de 25 crítics i especialistes del cinema a Mèxic, publicada per la revista Somos en juliol de 1994.

## Premis
Als Premis Ariel de 1973 va rebre 10 nominacions i cinc premis.
| XV edició dels Premis Ariel | Mecánica Nacional (amb El castillo de la pureza i Reed, México insurgente) | millor pel·lícula        | Guanyador |
| XV edició dels Premis Ariel | Luis Alcoriza                                                              | Millor direcció          | Guanyador |
| XV edició dels Premis Ariel | Lucha Villa                                                                | Millor actriu            | Guanyador |
| XV edició dels Premis Ariel | Héctor Suárez                                                              | Millor actor secundari   | Nominat   |
| XV edició dels Premis Ariel | Gloria Marín                                                               | millor actriu secundària | Nominat   |
| XV edició dels Premis Ariel | Luis Alcoriza                                                              | millor guió original     | Nominat   |
| XV edició dels Premis Ariel | Luis Alcoriza                                                              | millor guió adaptat      | Guanyador |
| XV edició dels Premis Ariel | Carlos Savage                                                              | millor edició            | Guanyador |
| XV edició dels Premis Ariel | Manuel Fontanals                                                           | millor escenografia      | Nominat   |